# 南三陸町立戸倉小学校
南三陸町立戸倉小学校（みなみさんりくちょうりつ とぐらしょうがっこう）は、宮城県本吉郡南三陸町戸倉にある公立小学校。

## 沿革
- 1874年（明治7年）9月 - 水戸辺小学校、折立小学校設立。
- 1884年（明治17年） - 水戸辺小学校を本校とし中等科を設置し、折立小学校を分校とする。
- 1886年（明治19年）6月 - 水戸辺尋常小学校、折立尋常小学校と改称、滝浜に分教場設置。
- 1889年（明治22年）4月 - 藤浜に分教場新築し、藤浜分教場と改称。
- 1891年（明治24年）11月 - 水戸辺尋常小学校、折立尋常小学校を合併し、戸倉尋常小学校となる。
- 1907年（明治40年）5月 - 高等科併置、戸倉尋常高等小学校と改称。
- 1922年（大正11年）11月 - 藤浜分教場新築。
- 1926年（大正15年）7月 - 青年訓練校開設。
- 1932年（昭和7年） - 藤浜分教場に補修科設置。
- 1935年（昭和10年） - 実業補習学校、青年訓練所が合併し青年学校と改称。
- 1941年（昭和16年） - 国民学校令により、戸倉国民学校と改称。
- 1947年（昭和22年）4月 - 学制改革により、戸倉村立戸倉小学校と改称。
- 1948年（昭和23年） - 青年学校廃止。
- 1955年（昭和30年）
  - 3月1日 - 町村合併により、志津川町立戸倉小学校と改称。
  - 4月 - 藤浜分校が藤浜小学校として独立。
- 1960年（昭和35年）5月24日 - チリ地震津波により、校舎が被災する。
- 1985年（昭和60年） - 「サケの飼育」を始める。
- 1987年（昭和62年） - 「蚕の飼育」を始める。
- 2005年（平成17年）10月1日 - 町村合併により、南三陸町立戸倉小学校と改称。
- 2007年（平成19年）4月 - 藤浜小学校を統合。
- 2011年（平成23年）3月11日 - 午後に発生した東日本大震災により、校舎が全壊。
- 2012年（平成24年）4月1日 - 南三陸町立志津川小学校に移転。
- 2015年（平成27年）10月 - 戸倉字宇津野50-1の高台に新校舎が完成[1]。
- 2019年（令和元年）11月 - 第3学年と第4学年を対象としたセカンドスクール初開催（於:志津川自然の家）。
- 2020年（令和2年）
  - 3月2日 - この日から3月24日まで、新型コロナウイルス感染症拡大防止のため臨時休業の措置を採る。
  - 4月8日 - 披露・第1学期始業及び令和2年度入学の各式典挙行。
  - 4月9日 - この日から5月31日まで、新型コロナウイルス感染症拡大防止のため、再び臨時休業の措置を採る。
  - 6月1日 - 学校再開。

## 通学区域と進学先中学校
出典

### 通学区域
- 荒町上・荒町下・西戸・宇津野・折立上・沖田・水戸辺・波伝谷上・波伝谷下・津の宮・滝浜・藤浜・長清水・寺浜の各行政区の区域及び林行政区のうち黒崎41番地12号以南の区域

### 進学先中学校
- 南三陸町立志津川中学校

## 周辺
- 宮城県警南三陸警察署戸倉駐在所
- 戸倉復興公園
- 国道398号